# نينجيشزيدا
نينجيشزيدا هو إله الإنبات والشجر والعالم السفلي في الميثولوجيا السومرية. معنى اسمه هو رب الشجرة الصالحة. في قصة أسطورة أدبا ذكر أنه أحد حارس الإله أنو في قصره السماوي بجانب دوموزيد الراعي. كان له معبد في لكش بناه الملك غوديا له. بعض المصادر ذكرت أنه ابن نينازو ونينجيريدا، ومصادر ذكرت أنه ابن أنو وارشكيجال. ذكر أنه زوجاته هي أزيوما وغشتينانا وأنه شقيق أماشيلاما. بعض المصادر ذكرت أنه أنثى وليس ذكر، وقد تم ربطه بالإنبات بسبب رحلته إلى العالم السفلي داخل الأرض.